# Croton trigonocarpus
Espèce
Croton trigonocarpus est une espèce de plantes à fleurs du genre Croton et de la famille des Euphorbiaceae, présente à Cuba.
Il a pour synonymes :
- Moacroton trigonocarpus, (Griseb.) Croizat
- Oxydectes trigonocarpa, (Griseb.) Kuntze